# Laune
Laune (irl. An Leamhain) – rzeka w Irlandii, w hrabstwie Kerry.
Wypływa z Lough Leane, jednego z jezior Killarney i po ok. 20 km wpływa zatoki Dingle w okolicach Killorglin i potem do Oceanu Atlantyckiego. Najważniejszymi dopływami są rzeki: Gweestin, Gaddagh i Cottoners' River. Przez rzekę przerzucone są trzy mosty: Laune, Beaufort i Killorglin.
W rzece występują m.in. pstrąg, troć wędrowna i łosoś, i jest ona miejscem wędkowania.

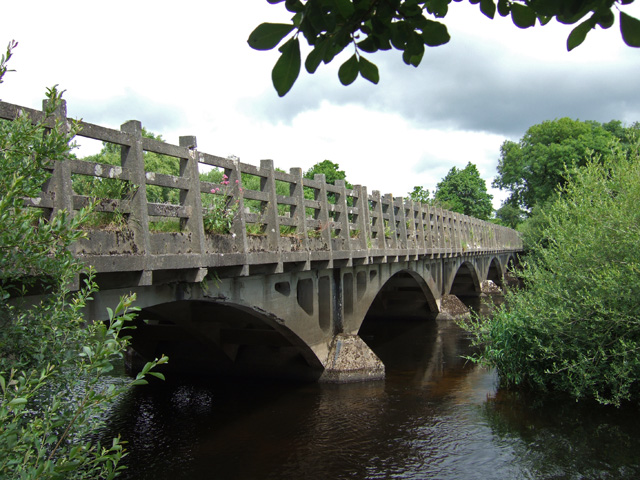
Most Laune